# Синебрюховы
Синебрюховы — династия русских и финляндских купцов, пивоваров и коллекционеров, родом из Гаврилова Посада Владимирской губернии.

## История
Корни рода Синебрюховых берут своё начало в Гавриловой слободе, Суздальского уезда Владимирской губернии. Уже в писцовых книгах 1674—1677 годов упоминаются несколько семей Синебрюховых, проживавших в слободе и занимавшихся торговлей. В конце XVIII века основатель династии Пётр Васильевич Синебрюхов (†1805) переселился в Кюменский уезд Выборгской губернии, где начал купеческое дело при гарнизоне Роченсальмской крепости. Позднее его сыновья и внуки занялись пивоварением в Гельсингфорсе, в Великом княжестве Финляндском.
У Петра Синебрюхова было пятеро сыновей. Старший — Николай родился в 1788 году, младший Павел родился на 11 лет позже. Оба также остались жить в Финляндии. Николай Синебрюхов начал предпринимательскую деятельность, основав торговый дом. Во время Русско-шведской войны (1808—1809) он снабжал продовольствием русских солдат.
В 1817 году Николай переселился в Свеаборгскую крепость, где продолжал заниматься деятельностью по снабжению русского гарнизона. Спустя два года он получил официальное разрешение на строительство в Гельсингфорсе завода по производству пива с правом его продажи в Хельсинки в течение 10 лет. Это был первый в Фенноскандии пивоваренный завод. В 1822 году Николай Синебрюхов перевёл свою пивоварню в Хиеталахти, а также расширил свою деятельность до производства и продажи вина. Строительство пивоваренного завода завершилось в конце 1820-х годов в Хиеталахти. Пиво там производилось до 1993 года, пока компания Oy Sinebrychoff Ab не переехала в Керава. Семья жила в доме, построенном в 1840-х годах старшим братом Павла, Николаем, в конце улицы Булеварди рядом с пивоваренным заводом. Сейчас в доме находится музей Синебрюхова.
Николай умер в 1848 году. Он не был женат и не имел детей, поэтому после его смерти предприятие досталось Павлу. Павел женился только в 1850 году, взяв в жёны Анну, дочь своей экономки Йоханны Тихановой. В 1850-е годы в семье родилось четыре ребёнка. Первенцем была Мария, родившаяся в 1852 году. Два года спустя родилась Анна. Старший сын, Николай (Николас), родился в 1856 году, а младший, Павел, в 1859 году.
В конце 1870-х годов здоровье Павла Синебрюхова стало ухудшаться, и он передал право принятия решений в компании своему сыну Николаю. Павлу младшему пришло время остепениться, и он сделал предложение Фанни Гран (фин. Fanny Grahn), известной актрисе Шведского театра. Видя в замужестве препятствие для карьеры, она ответила отказом. Здоровье отца слабело с каждым днём, а брак хотели заключить с его благословения. Это очевидно помогло Фанни в её выборе, и брак был заключён в 1883 году, за месяц до смерти отца Павла. Павел и Фанни отправились в свадебное путешествие по Европе, где возрос их интерес к искусству. В 1886 году, спустя три года после свадьбы, Павел Синебрюхов стал управляющим компании, так как Николай отправился поправлять здоровье за границу. Вместе с Павлом в фирме работали его мать Анна и супруг сестры Анны — Эмиль Кьёллерфельдт. В 1904 году после смерти Анны и Эмиля всё руководство компанией перешло к Павлу Синебрюхову. После смерти его матери Синебрюховы переехали из квартиры в Хиеталахти на улицу Булеварди в Хельсинки.

## Увлечение искусством
Когда мать Павла Синебрюхова умерла, ему было 45 лет, Фанни — больше 40. В связи с бездетностью они посвятили себя коллекционированию произведений искусства. Фанни занималась коллекционированием серебра, фарфора и статуэток, в то время как Пауль сосредоточился на живописи. Супруги хотели оформить разные комнаты их дома в разных стилях, выбрав для этого ампир, густавианский стиль и голландское барокко.
Синебрюховы начали с коллекционирования работ современных финляндских художников: Альберта Эдельфельта, Аксели Галлен-Каллела, Вернера Холмберга и Фердинанда фон Вригта, однако затем заинтересовались старинными произведениями искусства, шведскими портретами и миниатюрами. Подобные работы было трудно найти в Хельсинки 1880-х годов, так как в городе не было сети торговцев произведениями искусства или подобных аукционов. Продаваемые в Финляндии работы принадлежали, главным образом, умершим или находящимся в трудном финансовом положении людям. Синебрюховы не хотели обычной домашней коллекции. Из-за скудного ассортимента произведений искусства в Финляндии Синебрюховы обратились за помощью к Генриху Буковски — польскому торговцу, проживавшему в Стокгольме. После смерти Буковски Синебрюховы установили доверительные отношения с историком финского происхождения Освальдом Сире́н.
После смерти Павла Синебрюхова в 1917 году Фанни сохраняла коллекцию, не совершая существенных приобретений. Незадолго до своей смерти в 1921 году Фанни Синебрюхова завещала всю коллекцию, насчитывавшую более 700 наименований (предметы мебели, стекло, фарфор, серебро, статуэтки и предметы живописи) финскому государству.
Успешные предприниматели, Синебрюховы имели прогрессивные социально-политические взгляды. Они хорошо заботились о своих работниках и их семьях. Синебрюховы организовали пенсионный фонд, а также занимались благотворительностью.

## Известные носители
- Синебрюхов, Пётр Васильевич (1757—1806) — русский купец
- Синебрюхов, Николай Петрович (1788—1848) — русский пивопромышленник, основатель финской компании Sinebrychoff
- Синебрюхов, Павел Петрович (1799—1883) — русский пивопромышленник, второй владелец компании Sinebrychoff
- Синебрюхов, Николас Павлович[фин.] (1856—1896) — русский пивопромышленник, третий владелец компании Sinebrychoff
- Синебрюхов, Павел Павлович (1859—1917) — русский пивопромышленник.